# László Borbély

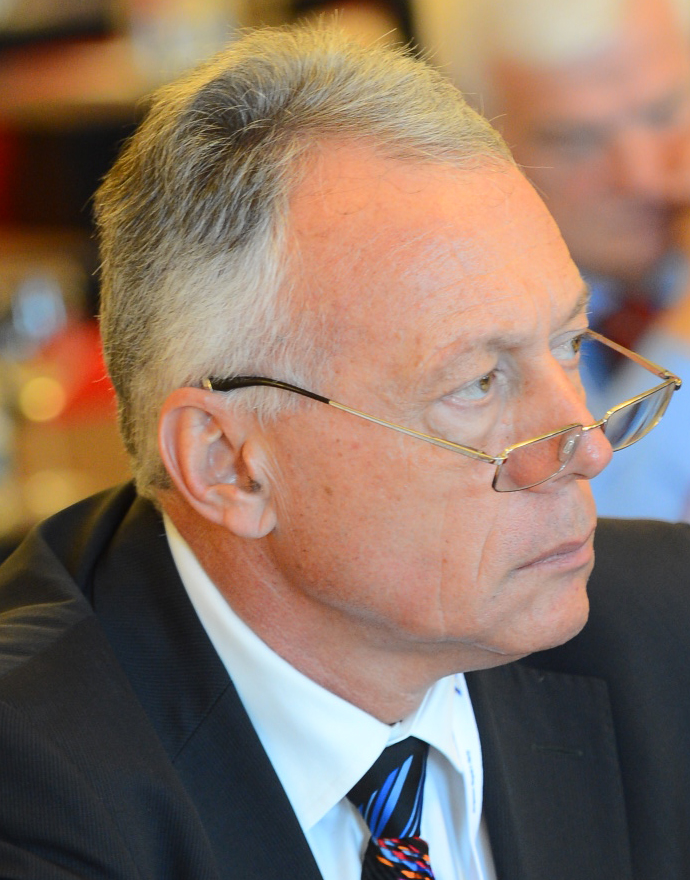
László Borbély (18. Oktober 2012)

László Borbély (* 26. März 1954 in Târgu Mureș, Kreis Mureș) ist ein rumänischer Politiker der Demokratischen Union der Ungarn in Rumänien RMDSz/UDMR (Romániai Magyar Demokrata Szövetség/Uniunea Democrată Maghiară din România), der von 1990 bis 1996 sowie erneut zwischen 2000 und 2016 Mitglied der Abgeordnetenkammer (Camera Deputaților) war. Er war zudem mehrmals Staatssekretär und Minister in verschiedenen Kabinetten.

## Leben

### Studium, Ökonom und Abgeordneter
László Borbély begann nach dem Schulbesuch 1973 ein Studium an der Fakultät für Wirtschaftswissenschaften am Polytechnischen Institut „Traian Vuia“ Temeswar, das er 1977 abschloss. Im Anschluss war er von 1977 bis 1979 Ökonom in der Maschinenfabrik „Republica“ in Reghin sowie zwischen 1979 und 1984 Ökonom bei der Kreisstation für technische Materialversorgung BJATM (Baza Județeană de Aprovizionare Tehnico-Materială) in Târgu Mureș, ehe er von 1984 bis 1988 als Chef des Handelsbüros des Lebensmittelgroßhandels ICRA (Întreprinderea de Comerț cu Ridicata pentru Produse Alimentare) in Târgu Mureș fungierte. Während dieser Zeit absolvierte er 1985 auch ein postgraduales Studium an der Wirtschaftsakademie Bukarest ASE (Academia de Studii Economice din București) und war von 1988 bis 1990 Ökonom der ICRA in Târgu Mureș.
Nach der Rumänischen Revolution vom 16. bis zum 27. Dezember 1989 wurde Borbély am 18. Juni 1990 im Wahlkreis Nr. 27 Mureș als Kandidat der Demokratischen Union der Ungarn in Rumänien RMDSz/UDMR (Romániai Magyar Demokrata Szövetség/Uniunea Democrată Maghiară din România) erstmals zum Mitglied der Abgeordnetenkammer (Camera Deputaților) gewählt. Während dieser Legislaturperiode war er Mitglied des Ausschusses für Industrie und Dienstleistungen. Er war zugleich zwischen 1990 und 1994 Vorsitzender der UDMR im Kreis Mureș. Er engagierte sich seit 1991 als Vorsitzender der Kulturstiftung „György Bernády“. 1992 wurde er im Wahlkreis Nr. 27 Mureș erneut zum Mitglied der Abgeordnetenkammer gewählt. Während dieser Zeit war er bis September 1994 Mitglied des Ausschusses für Wirtschaftspolitik, Reform und Privatisierung sowie danach von September 1994 bis September 1995 zuerst Mitglied des Ständigen Büros und zwischen September und Dezember 1995 Sekretär des Ständigen Büros der Abgeordnetenkammer. Anschließend wurde er im Februar 1996 wiederum Mitglied des Ausschusses für Wirtschaftspolitik, Reform und Privatisierung.

### Staatssekretär und Minister

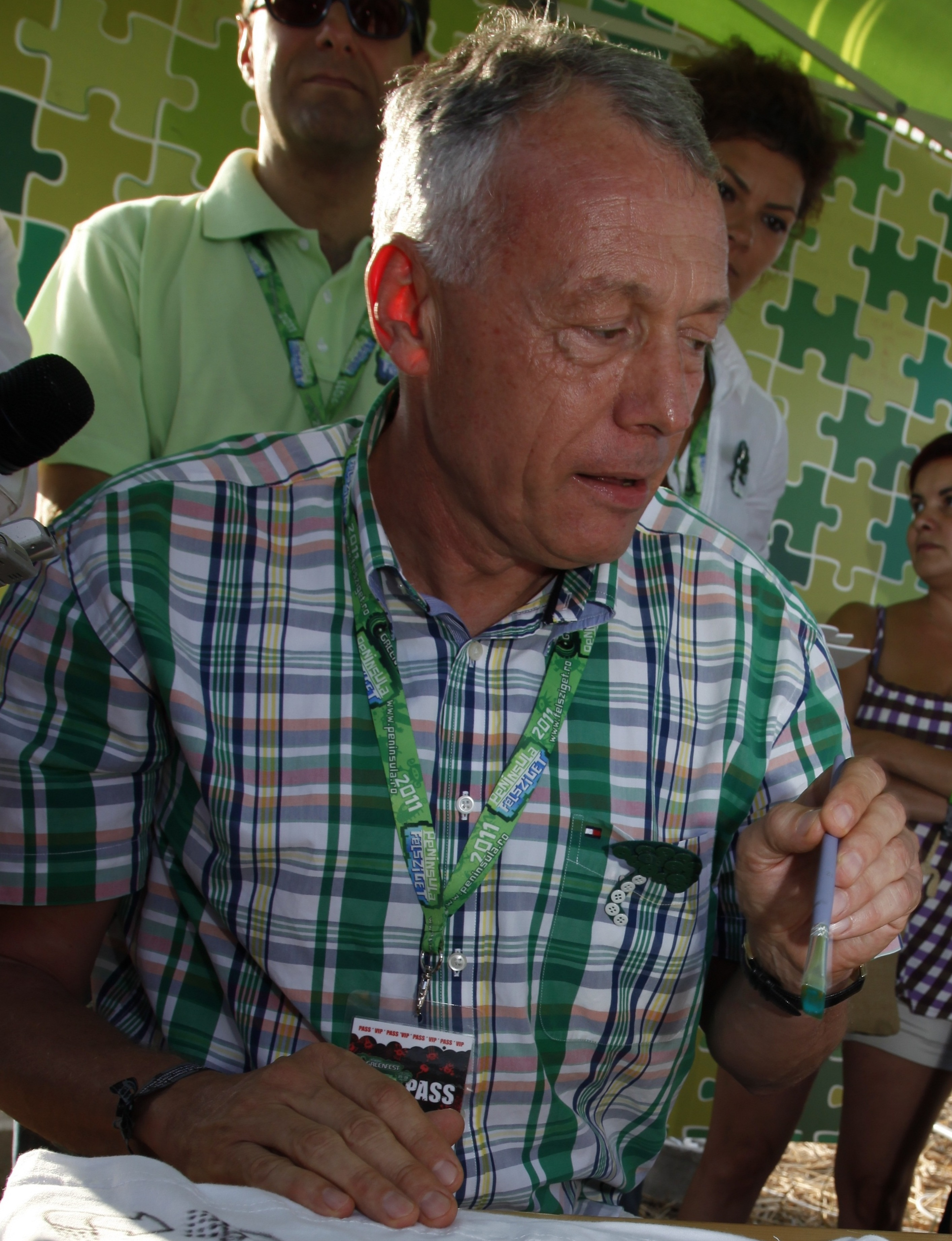
László Borbély (2008)

Im Kabinett Ciorbea (12. Dezember 1996 bis 30. März 1998), im Kabinett Vasile (17. April 1998 bis 22. Dezember 1999) sowie im Kabinett Isărescu (22. Dezember 1999 bis 28. Dezember 2000) bekleidete László Borbély den Posten als Staatssekretär im Ministerium für öffentliche Arbeiten und Raumplanung. Zugleich war er zwischen 1998 und 2011 Geschäftsführender Vizepräsident der UDMR. 2000 wurde er im Wahlkreis Nr. 28 Mureș wieder zum Mitglied der Abgeordnetenkammer gewählt. In dieser Legislaturperiode war er zwischen Dezember 2000 und September 2003 zunächst Mitglied und dann von September 2003 bis Februar 2004 wieder Sekretär des Ständigen Büros der Abgeordnetenkammer. Nachdem er zwischen Februar und September 2004 erneut Mitglied des Ständigen Büros der Abgeordnetenkammer war, fungierte er zuletzt von September bis Dezember 2004 als Quästor dieses Präsidiums der Abgeordnetenkammer. Zudem war er von 2000 bis 2005 auch Vorsitzender des Regionalrates der UDMR im Kreis Mureș. Bei den Wahlen am 28. November 2004 wurde er im Wahlkreis Nr. 28 Mureș abermals zum Mitglied der Abgeordnetenkammer gewählt. Er war zwischen Dezember 2004 und Februar 2005 wiederum Quästor des Ständigen Büros der Abgeordnetenkammer sowie zusätzlich Mitglied des Ausschusses für die Chancengleichheit von Frauen und Männern.
Im Kabinett Tăriceanu I fungierte Borbély vom 29. Dezember 2004 bis zum 5. April 2007 als Beigeordneter Minister für öffentliche Arbeiten und Raumplanung. In dieser Zeit war er ferner von Februar 2005 bis Februar 2008 Mitglied des Ausschusses für Haushalt, Finanzen und Banken sowie zwischen Februar und Dezember 2008 Mitglied des Ausschusses für Wirtschaftspolitik, Reform und Privatisierung. Im darauf folgenden Kabinett Tăriceanu II fungierte er zunächst vom 5. April 2007 bis zum 22. Dezember 2008 als Minister für Entwicklung, öffentliche Arbeiten und Wohnungswesen (Ministrul dezvoltării, lucrărilor publice și locuințelor). Darüber hinaus war er als Nachfolger von Iuliu Winkler zwischen dem 13. Dezember 2007 und dem 22. Dezember 2008 zusätzlich Minister für Kommunikation und Informationstechnologie	(Ministrul comunicațiilor și tehnologiei informației).

### Vorsitzender des Auswärtigen Ausschusses, Umweltminister und Korruptionsvorwürfe
Bei den Wahlen am 30. November 2008 wurde László Borbély für die UDMR im Wahlkreis Nr. 28 Mureș abermals zum Mitglied der Abgeordnetenkammer gewählt und war in dieser Wahlperiode zunächst bis Dezember 2009 erstmals Vorsitzender des Auswärtigen Ausschusses. Am 23. Dezember 2009 übernahm er im Kabinett Boc II das Amt als Minister für Umwelt und Forsten (Ministerul Mediului și Pădurilor) und bekleidete dieses bis zum 9. Februar 2012. Zugleich war er zwischen Dezember 2009 und Dezember 2010 Mitglied des Ausschusses für öffentliche Verwaltung und Landnutzungsplanung sowie danach von Februar 2010 bis Mai 2012 Mitglied des Ausschusses für die Untersuchung von Missbrauch, Korruption und Petitionen. Als Umweltminister war er zwischen Mai 2010 und Mai 2011 Vorsitzender der Kommission der Vereinten Nationen für Nachhaltige Entwicklung CSD (Commission on Sustainable Development), wobei in den Verhandlungen bei dieser 19. Konferenz (CSD 19) keine Einigung erzielt wurde und sie schließlich abgebrochen wurde. 2011 schloss er eine 2008 begonnene Promotion an der Babeș-Bolyai-Universität Cluj mit einem Doktor der Wirtschaftswissenschaften mit einer Dissertation mit dem Thema „Modele de dezvoltare regională în Uniunea Europeană și România“ („Modelle der regionalen Entwicklung in der Europäischen Union und in Rumänien“) ab.
Borbély ist seit 2011 Politischer Vizepräsident der UDMR. Er wurde am 9. Februar 2012 im Kabinett Ungureanu erneut Minister für Umwelt und Forsten und bekleidete dieses Amt bis zu seinem Rücktritt am 5. April 2012, woraufhin Attila Korodi am 10. April 2012 sein Nachfolger wurde. Grund für den Rücktritt war, dass die Nationale Antikorruptionsbehörde (Rumänien) DNA (Direcția Națională Anticorupție) bekanntgegeben hatte, dass sie über die Generalstaatsanwaltschaft und den Justizminister die Aufhebung der parlamentarischen Immunität von Borbély verlangen wird. Danach sollten strafrechtliche Ermittlungen beginnen. Borbély wurde Amtsmissbrauch vorgeworfen, ebenso falsche Angaben in seiner Vermögenserklärung. Es handelte sich um ein Appartement in Bukarest, das 80.000 Euro wert ist und das auf den Namen einer Verwandten eingetragen wurde. Diese erklärte bei DNA, dass sie nie das Geld gehabt habe, um eine solche Wohnung zu kaufen. Die Renovierung des Appartements soll 20.000 Euro gekostet haben und sei von der Firma des Ioan Ciocan aus Negrești-Oaș vorgenommen worden. Dafür sollte diese Firma lukrative Aufträge von der Wasserbewirtschaftungsbehörde erhalten haben, die dem Umweltministerium unterstellt ist. Diese Aufträge habe Borbélys persönlicher Berater Szobolcs Szepessi vermittelt.
Trotz dieser Vorwürfe wurde László Borbély im Mai 2012 erneut Vorsitzender des Auswärtigen Ausschusses der Abgeordnetenkammer. Er wurde bei der Wahl am 9. Dezember 2012 im Wahlkreis Nr. 28 Mureș erneut zum Mitglied der Abgeordnetenkammer gewählt. In der Folgezeit war er zwischen Dezember 2012 und Dezember 2016 weiterhin Vorsitzender des Auswärtigen Ausschusses. Am 5. Februar 2015 forderte die Nationale Direktion für Korruptionsbekämpfung den Generalstaatsanwalt auf, die Abgeordnetenkammer über die strafrechtlichen Ermittlungen gegen László Borbély zu informieren, dem drei Verbrechen des Einflusshandels vorgeworfen wurden. Borbély intervenierte als Minister für Umwelt und Wälder gegen untergeordnete Beamte, um die privaten Interessen von Unternehmen zu unterstützen. Im Gegenzug erhielt László Borbély verschiedene Geldsummen und andere unangemessene Vorteile. Er verzichtete auf eine erneute Kandidatur bei der Wahl am 11. Dezember 2016. Im Mai 2017 stimmte das Parlament gegen die Einleitung einer Korruptionsuntersuchung.
Für seine Verdienste wurde ihm das Ritterkreuz des Ordens Stern von Rumänien verliehen. Aus seiner Ehe mit Melinda Borbély ging die 1982 geborene Tochter Eszter Borbély hervor.